# لطيف عفيف
لطيف عفيف (1937 أو 1945 - 6 سبتمبر 1972) المعروف باسم عيسى كان قائد مجموعة الفدائيين الفلسطينيين الذين قادوا الغزو إلى قرية ميونيخ الأولمبية في 5 سبتمبر 1972 واحتجزوا تسع رهائن من الفريق الأولمبي الإسرائيلي بعد مقتل اثنين من الأعضاء الذين قاوموا. كان كبير المفاوضين باسم الفلسطينيين الذين كانوا أعضاء في جماعة أيلول الأسود في منظمة التحرير الفلسطينية بقيادة ياسر عرفات. إن الصور المختلفة لعفيف تبين أنه كان يرتدي قبعة الشاطئ البيضاء وبدلة سفاري من الكتان ووجهه مغطى بالفحم أو تلميع الأحذية هي بعض الصور الشهيرة لدورة الألعاب الأولمبية الصيفية 1972 في ميونيخ.

## النشأة
كان والده رجل أعمال ثري مسيحي عربي من الناصرة. كان لدى عفيف ثلاثة إخوة آخرين وكانوا جميعا في منظمة أيلول الأسود اثنان منهم في السجون الإسرائيلية. في عام 1958 انتقل إلى ألمانيا الغربية لدراسة الهندسة وتعلم اللغة الألمانية ثم انتقل إلى فرنسا للعمل. وفقا لريف كان يتمتع بالوقت الذي يقضيه في أوروبا ولكن انضم إلى حركة فتح في عام 1966 وربما أثناء وجوده في ألمانيا. عاد عيسى إلى الشرق الأوسط للمحاربة في العديد من المعارك ضد الجنود الإسرائيليين. كتب أبو إياد رئيس منظمة أيلول الأسود أن كلا من عفيف ونائب القائد توني قتلا في عمان في سبتمبر 1970 في معركة جرش وعجلون في يوليو 1971. في أوائل السبعينيات كان يعيش في برلين وخطب امرأة ألمانية شابة.

## عملية ميونيخ
وفقا لعدة مصادر منها سيرج جروسار وسيمون ريف ادعى عفيف أن سببه الشخصي لأخذ الرهائن الإسرائيليين هو إخراج أخويه من السجون الإسرائيلية. وصف مانفريد شريبر رئيس شرطة ميونخ وأحد المفاوضين الألمان عفيف بأنه «رائع جدا ومصمم ومتعصب بوضوح في قناعاته» الذي أعرب عن مطالبه بطريقة قوية وأحيانا «بدا وكأنه [واحد] من هؤلاء الناس الذين لا يرتكزون تماما في الواقع».
بالنسبة لوالتر تروجر عمدة القرية الأولمبية آنذاك أعطى عفيف الانطباع بأنه «رجل ذكي وعاقل» على عكس رفاقه الذين كانوا في نظر المسؤول الأولمبي «الطيور المشوشة». قال تروجر بالطبع أنه لم يعجبه بسبب ما كان يفعله لكنه كان يمكن أن يحبه لو كان قد التقى به في مكان آخر.
عاش عفيف معظم وقته أمام 31 كونوليستراس يدردش مع أي فرد من الوفد الألماني أو الشرطية الشابة أنيليس غرايس. وفقا لغريس تحدث عفيف الألمانية بطلاقة مع لهجة الفرنسية. وصفته بأنه «دائما مهذب ومستقيم». عندما طلب منه عدم توجيه القنبلة التي في يده أمامها كان ببساطة يضحك ويجيب: «ليس لديك ما تخشيه مني». كما وجدت غرايس الزعيم الإرهابي أكثر غرابة. أوضحت كيف كان يعمل في «حانة الحليب» في القرية الأولمبية وكان يتمتع بالرقص حول البار على الرغم من أن غريس لم تصدقه. قال عفيف لغرايس أنه عمل في فرنسا لعدة سنوات وسوف يكرر عبارة أولالا في محادثاتهم.
بعد مفاوضات متوترة انتهت أزمة الرهائن بعد 21 ساعة مع كمين مضطرب لاحتجاز الرهائن في قاعدة فورستنفلدبروك الجوية خارج ميونيخ. قتل عفيف وأربعة من مواطنيه على أيدي القناصة الألمان ولكن ليس قبل أن يقوموا بقتل جميع الرهائن التسعة المتبقين وتفجير طائرة هليكوبتر تحتوي على أربعة منهم بقنبلة يدوية. عفيف في معظم روايات الحدث (وصورت في فيلمي ميونخ و21 ساعة في ميونخ) كمقاتلين ألقوا قنبلة يدوية على المروحية الشرقية. تظهر تقارير التشريح أن الرهائن في هذه الطائرة قد أطلقوا النار أيضا فإنه من المنطقي أن عفيف يؤدي كلا الإجراءين. قام فدائي آخر عرفه سيمون ريف باسم عدنان الغاشي بإطلاق النار على الرهائن المتبقين في المروحية الغربية بعد ثوان.
تم تسليم جثث عفيف وأبناءه الأربعة إلى ليبيا وبعد مسيرة من ميدان الشهداء في طرابلس دفنوا في مقبرة سيدي منيدس.

## في الأدب والسينما
في كتاب سيرج غروسارد دم إسرائيل تم تعريف عيسى بأنه محمد الصفدي أحد مسلحي ميونخ الذين نجوا بالفعل من معركة فورستنفلدبروك. اقترحت هوية أخرى لعيسى في عودة هارون كلاين العودة. فهو يعرف الزعيم الإرهابي بأنه محمد مصالحة الذي تبين أنه والد عفيف نفسه.
تم تصوير عفيف من قبل فرانكو نيرو في الفيلم التلفزيوني 21 ساعة في ميونيخ عام 1976 والممثل الفرنسي كريم صالح في فيلم ستيفن سبيلبرغ ميونخ (2005).